# کونهیدرین
کونهیدرین (به انگلیسی: Conhydrine) یک ترکیب شیمیایی است. 